# Martin Pierre d'Alvimare
Martin Pierre d'Alvimare du Briou (18 septembre 1772, Dreux - 3 juin 1839, Paris ancien 1er arrondissement), quelquefois orthographié Dalvimare, est un musicien, harpiste et compositeur français. Il fut maître de harpe de Joséphine Bonaparte puis de sa fille, Hortense de Beauharnais, qui deviendra la reine Hortense.

## Biographie
Martin Pierre d'Alvimare du Briou est né le 18 septembre 1772 à Dreux, de Pierre d'Alvimare du Briou, avocat au Parlement et receveur des gabelles et de Cécile Doury de Sacy. Il reçut une excellent éducation et apprit de bonne heure le dessin ainsi que le clavecin et la harpe. Remarqué par le Duc de Penthièvre demeurant au proche château d'Anet, il fut présenté par celui-ci et Madame de Lamballe à la cour à l'âge de 7 ans, où il joua devant la Reine Marie-Antoinette. En 1788, il compose son premier opéra : Eglé.
A 14 ans, il reçut la charge de receveur des gabelles de son père, mais la charge ne l'intéressait pas et elle pouvait se faire par procuration. Il se lança donc dans la carrière militaire et devint garde du corps de Louis XVI, ce qui lui permettait de composer à loisir. Il se trouva donc à son poste lors de la journée du 10 août 1792 et échappa miraculeusement au massacre, se réfugiant chez le portier d'un de ses amis qui le fit passer pour son fils malade.
Inscrit sur la liste des émigrés, il se cacha sous un autre nom. Il ne restait plus grand chose de la fortune de son père, confisquée. Il devint, pour gagner sa vie, dessinateur pour une fabrique de mouchoirs implantée près de Dreux, sous le nom de Dalvimare.
Au Consulat, rayé de la liste des émigrés, il revint à Paris et reprit ses activités musicales avec succès. Il fut admis comme harpiste de l'Opéra en 1800 et comme musicien à l’orchestre de chambre de Napoléon. En 1807, il eut le titre de maître de harpe de Joséphine et de sa fille Hortense. Familier de Malmaison, il fréquenta Talma, le Général Lauriston, et fut ami intime de Méhul.
Ayant retrouvé sa fortune d'avant la Révolution, il donna sa démission de toutes ses places en 1812 et se retira à Dreux où il passa le reste de sa vie, à peindre et composer.
Il fut marié à Anne Louise Didelot (décédée en 1804) puis en 1812 à Alexandrine de Feuquières. Malade, il se rendit à Paris pour se faire soigner et y mourut le 3 juin 1839.

## Œuvres
- Trois sonates pour harpe et violon ad libitum, op 2, 9, 12, 14, 15, 18 (3 par opus)
- Gran

de sonate pour harpe avec violon, op 33
- 3 Duos pour harpe et piano, n° 1 op 22, n° 2 sans opus, n° 3 op 31
- Concerto pour harpe et orchestre en ut majeur, op 30
- Premier et Deuxième duo pour 2 harpes
- Plusieurs morceaux pour cor et harpe composés avec Frédéric Duvernoy
- Symphonie concertante pour cor, harpe et orchestre, avec Duvernoy (1798)

### Harpe seule
- Recueil de romances, op 4, 13, 15, 20
- 3 Sonates, op 14
- 3 Grandes Sonates, op 18
- Thème varié pour harpe, op 21
- Scène pour la harpe, op 23
- Fantaisie sur le pas russe, op 24
- Airs russes variés, op 25
- Recueil d'airs connus pour la harpe
- Fantaisie et variations sur l'air de Léonce
- Air tyrolien varié
- Airs des Mystères d'Isis en pot-pourris et variés
- Fandango des Noces de Gamache varié
- Fantaisie sur l'air Mon cœur soupire
- Fantaisie sur l'air Un jeune troubadour
- Fantaisie sur un thème donné
- Fantaisie et douze variations sur un air piémontais
- Fantaisie et variations sur l'air Charmant ruisseau
- Airs et ouvertures d'opéras arrangés pour la harpe

### Musique vocale
- Egle, opéra comique (1788)
- Le Mariage par imprudence, opéra comique (1809)

## Sources
- François-Joseph Fétis, Biographie universelle des musiciens et bibliographie générale de la musique
- Auguste Jal, Dictionnaire critique de biographie et d'histoire